# Acordul de la Dayton

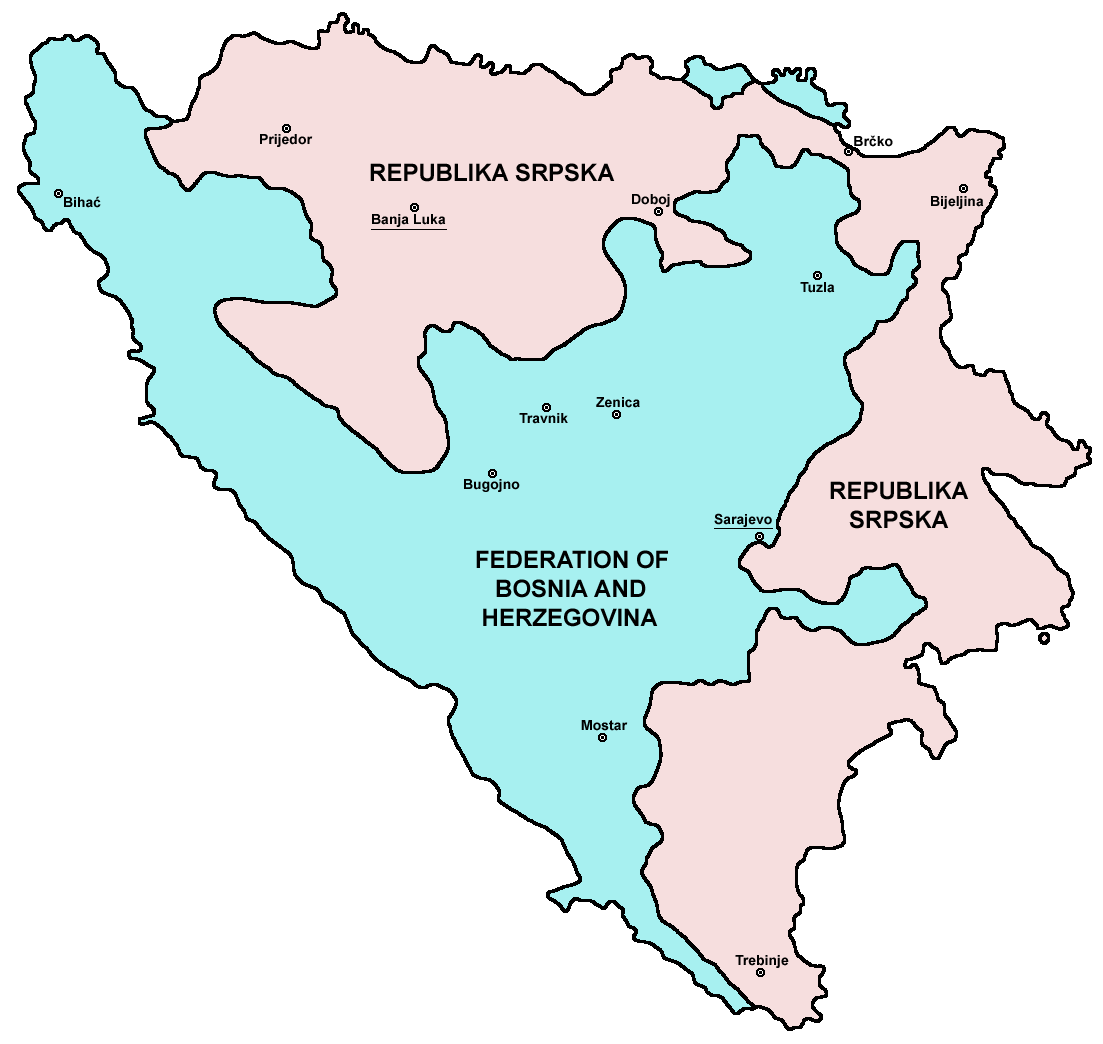

Acordul de la Dayton (Acordul Cadru General pentru Pace în Bosnia și Herțegovina) este tratatul semnat la data de 14 decembrie 1995, care a consemnat încheirea războiului din Bosnia din 1991-1995. Acordul a fost negociat la Dayton, Ohio și a fost semnat la Paris de către președinții Bosniei-Herțegovina (Alija Izetbegovici), Croației (Franjo Tudjman) și Republicii Federale Iugoslavia (Slobodan Miloșevici) și de către reprezentanți ai Uniunii Europene, Franței, Germaniei, Marii Britanii, Federației Ruse și ai Statelor Unite ale Americii.

## Preliminariile încheierii acordului
Anul 1995 a reprezentat un an dramatic în războaiele din fosta Iugoslavie. La începutul anului, pozițiile pe fronturile din Bosnia-Herțegovina și Croația erau, în mare, staționare. Sârbii din Croația ocupau un mare teritoriu, proclamat "Republica Sârbă Kraina", format din Slavonia Orientală (la frontiera cu Serbia) și restul Republicii Kraina, o regiune formată de-a lungul frontierei dintre Bosnia și Croația.
În Bosnia-Herțegovina, forțele Republicii Srpska ocupau aproximativ 70% din teritoriul statului, în principiu estul și nordul statului.
Forțele guvernului central (majoritar musulman) al Bosniei-Herțegovina ocupau în principiu centrul statului dar și trei enclave în estul Bosniei (Srebrenița, Jepa și Gorajde) iar forțele croaților bosnieci ocupau Herțegovina occidentală (regiunea de la vest de orașul Mostar), anumite localități din Bosnia centrală și anumite poziții în nordul Bosniei, la frontiera cu Croația. În anul 1994, sub presiunea administrației Clinton, Bosnia-Herțegovina și Croația semnaseră Acordul de la Washington care prevedea crearea Federației Bosnia-Herțegovina formată din teritoriile controlate de croații din Bosnia și cele aflate sub controlul guvernului central de la Sarajevo, dominat de musulmanii bosnieci. Principalul rezultat al acordului de la Washington a fost încetarea luptelor dintre armata bosniacă și croații din Bosnia și crearea premiselor pentru viitoarea cooperare militară a acestora contra sârbilor din Bosnia și Croația.
În luna iulie a anului 1995, forțele militare ale Republicii Srpska, conduse de generalul Mladici au ocupat enclavele de la Srebrenița și Jepa. Asasinarea a aproximativ 6.000 de prizonieri de război la Srebrenița a determinat Tribunalul Penal pentru fosta Iugoslavie să acuze de crime de război toată conducerea civilă și militară din acel moment a Republicii Srpska.
În luna august a anului 1995, Operațiunea "Furtuna" (Oluja) a armatei croate a dus la desființarea Republicii sârbe Kraina, iar forțele militare ale Guvernului majoritar musulman al Bosniei-Herțegovina și ale croaților bosnieci au declanșat ofensiva contra forțelor armate ale Republicii Srpska din Bosnia-Herțegovina. În patru zile, Republica sârba Kraina s-a prăbușit, iar populația civilă sârbă a părăsit în masă teritoriul, refugiindu-se în teritoriile deținute de sârbi în Bosnia și în Serbia.
Ca urmare a intensificării conflictului și a pericolului izbucnirii unui război pe scară largă, prin implicarea directă a Republicii Federale Iugoslavia, Grupul de Contact (format din Statele Unite, Rusia, Marea Britanie, Franța și Germania) a impus convocarea unei conferințe internaționale la Dayton, Ohio, Statele Unite.
La conferință au participat din partea autorităților bosniace președintele Președinției comune a Bosniei, Alija Izetbegovici și ministrul de externe, Mohamed Sacirbey, din partea Iugoslaviei, Slobodan Miloșevici (care reprezenta și interesele sârbilor bosniaci) iar din partea Croației, președintele Franjo Tudjman.
Lucrările conferinței au avut loc în perioada 1-21 noiembrie 1995. Acordul a fost semnat la Paris, la data de 14 decembrie 1995. Semnatarii au fost președinții Bosniei-Herțegovina, Croației și Iugoslaviei. În calitate de martori (și de garanți ai aplicării sale), acordul a fost semnat de Președinții Franței și Statelor Unite ale Americii (Jacques Chirac și Bill Clinton) și de premierii Germaniei (Helmut Kohl), Marii Britanii (John Major) și Federației Ruse (Victor Cernomârdin).

## Principalele prevederi ale acordului
Acordul consemnează faptul ca Bosnia-Herțegovina, Croația și Iugoslavia se recunosc drept state suverane și convin să-și reglementeze diferendele prin mijloace pașnice. Părțile se angajează să respecte angajamentele asumate prin anexele acordului și drepturile refugiaților. De asemenea, părțile se angajează să asiste la investigarea și judecarea crimelor de război.
Acordul cuprinde o serie de anexe, care reglementează aspectele practice ale aplicării sale.
Anexele 1-A și 1-B reglementează aspectele militare. Acestea conțin prevederi referitoare la crearea unei forțe multinaționale de menținere a păcii sub comanda NATO, numită forța de implementare (IFOR), cu misiunea de a asigura aplicarea aspectelor militare ale păcii și de a îndeplini sarcini specifice. Conform prevederilor acordului IFOR a avut dreptul de a utiliza forța atunci când era necesar pentru îndeplinirea mandatului său.
De asemenea, parțile contractante se angajau să adopte o serie de măsuri vizând retragerea forțelor străine din Bosnia și începerea de negocieri pentru realizarea unor măsuri de creștere a încrederii sub auspicile Organizației pentru Securitate și Cooperare în Europa (OSCE). Astfel se stabilește o zonă de separare între forțele armate ale părților (de facto, zona este impusă între armata bosniacă și forțele sârbilor).
Anexa 2 instituie Linia de demarcare dintre entități (Inter Entity Boundary Line), între Federația Bosnia Herțegovina și Republica Srpska. De asemenea, se stabilea că statutul orașului Brciko va fi determinat prin arbitraj, în interval de un an de la încheierea acordului. Orașul Brciko era capital pentru Srpska deoarece asigura legătura teritorială între cele două componente ale acestei entități.
Anexa 4 cuprinde constituția statului Bosnia și Herțegovina, stat format din Federație și Republica Srpska. Pe baza delimitării create de linia de demarcare, Federația ocupă 51% din teritoriul țării, iar Republica Srpska 49%.
Anexa 5 consfințește angajamentul Federației și Republicii Srpska de a rezolva toate diferendele prin arbitraj și de a institui un mecanism de arbitraj.
Anexa 6 stabilește obligația părților de a respecta drepturile omului (Convenția Europeană a drepturilor omului este parte a Constituției statului Bosnia-Herțegovina) și instituie Ombudsmanul și Camera pentru drepturile omului pentru Bosnia Herțegovina. De asemenea, organizațiile internaționale aveau acces nelimitat pentru a monitoriza situația drepturilor omului.
Anexa 7 recunoaște dreptul refugiaților de a se întoarce la locurile de origine și de a fi compensați pentru proprietățile pierdute și obligația părților de a coopera cu Comitetul Internațional al Crucii Roșii pentru a stabili situația persoanelor dispărute.
Anexa 8 instituie Comisia pentru păstrarea monumentelor istorice iar Anexa 9 instituie companii publice pentru operarea comună a serviciilor publice.
Anexa 10 prevede existența instituției Înaltului Reprezentant pentru coordonarea realizării aspectelor civile ale acordului de pace. Înaltul Reprezentant (al comunității internaționale) prezidează Comisia Civilă Comună, formată din reprezentanți ai părților, comandantul IFOR și reprezentanți ai organizațiilor civile.
Anexa 11 instituie Forța de poliție internațională a Națiunilor Unite (United nationas International Police Task Force) având misiunea de a pregăti și supraveghea forțele de poliție locale și de a monitoriza situația respectării drepturilor omului, urmând a raporta încălcările constatate Tribunalului Internațional pentru fosta Iugoslavie sau Comisiei pentru drepturile omului.

## Aplicarea acordului
Prevederile militare ale acordului au fost aplicate rapid. Faptul ca forța militară de implementare a acordului avea posibilitatea de a utiliza forța a contribuit în mod decisiv la respectarea deciziilor sale.
Partea civilă a fost aplicată mult mai greu: refugiații s-au întors în mică măsură în locurile de origine iar instituțiile comune ale statului funcționează foarte dificil.
La aceasta au contribuit fără îndoială structura birocratică deosebit de complicată (există aproximativ 200 de miniștri în Bosnia - Herțegovina) și lipsa încrederii între comunitățile etnice.
Adeseori, doar deciziile Înaltului Reprezentant au reușit să asigure adoptarea unor măsuri importante pentru statul bosniac. Cu toate acestea, multe dintre deciziile Înaltului Reprezentant au fost percepute drept anti sârbe sau anti croate și favorizând musulmanii bosniaci (supra reprezentați numeric în administrația centrală). În aceste condiții mass media locală și internațională au desemnat Bosnia - Herțegovina drept un protectorat deghizat.

## Dispariția documentului original
La 13 februarie 2008, șeful președinției din Bosnia-Herțegovina, Željko Komšić, a declarat că Acordul Dayton original a fost pierdut din arhiva președinției. Înaltul Reprezentant pentru Bosnia-Herțegovina, Miroslav Lajčak, a spus: „Nu știu dacă știrile sunt triste sau amuzante”. La 16 noiembrie 2009, ministerul francez de externe a predat copiei certificate a acordului Dayton ambasadei Franței la Sarajevo. Copia a fost ulterior transferată Ministerului Afacerilor Externe din Bosnia-Herțegovina.  Originalul a fost găsit în 2017 într-o reședință privată din Pale, având ca rezultat arestarea unei persoane.